# Lijst van burgemeesters van Molenlanden
Dit is een lijst van burgemeesters van de Nederlandse gemeente Molenlanden in de provincie Zuid-Holland sinds haar instelling op 1 januari 2019.
| Ambtsperiode | Naam                     | Partij of stroming | Bijzonderheden |
| ------------ | ------------------------ | ------------------ | -------------- |
| 2019 - 2020  | D.R. (Dirk) van der Borg | CDA                | waarnemend     |
| 2020 - heden | T.C. (Theo) Segers       | ChristenUnie       |                |